# Fursjö, Dalsland
Fursjö är en sjö i Dals-Eds kommun i Dalsland och ingår i Göta älvs huvudavrinningsområde. Sjön har en area på 0,519 kvadratkilometer och ligger 133,9 meter över havet.

## Delavrinningsområde
Fursjö ingår i det delavrinningsområde (656653-127175) som SMHI kallar för Utloppet av Försjö. Medelhöjden är 160 meter över havet och ytan är 2,35 kvadratkilometer. Det finns inga avrinningsområden uppströms utan avrinningsområdet är högsta punkten. Vattendraget som avvattnar avrinningsområdet har biflödesordning 5, vilket innebär att vattnet flödar genom totalt 5 vattendrag innan det når havet efter 284 kilometer. Avrinningsområdet består mestadels av skog (75 procent). Avrinningsområdet har 0,52 kvadratkilometer vattenytor vilket ger det en sjöprocent på 22 procent.